# Rio Chilodia
O Rio Chilodia é um rio da Romênia, afluente do Cigher, localizado no distrito de Arad.